# Gombeth
Gombeth ist ein Stadtteil von Borken im nordhessischen Schwalm-Eder-Kreis.

## Geographie und Verkehr
Gombeth, mit seinen rund 700 Einwohnern, liegt am Nordufer der Schwalm, etwa 2,5 km Luftlinie nordöstlich der Kernstadt von Borken. Durch den Ort verläuft in Nord-Süd-Richtung die von Großenenglis kommende Kreisstraße 17, die am Südrand des Dorfs die Schwalm überquert, dann zwischen Singliser See im Osten und Gombether See im Westen zur Landesstraße 3149 führt und somit das Dorf mit der Kernstadt verbindet. Die Gemarkung von Gombeth hat eine Größe von rund 550 Hektar.
Sowohl der Singliser See als auch der Gombether See sind Ergebnisse des einst hier betriebenen Braunkohletagebaus, entstanden im Zuge der Rekultivierung der Tagebaue im Borkener Braunkohlerevier. Der 74 ha große Singliser See ist ein beliebtes Revier für Windsurfer. Der Gombether See ist noch nicht ganz vollgelaufen (er wird nur durch Grundwasserzulauf und Niederschläge gefüllt) und wird im 2028 erreichten Endzustand 80 ha groß werden.

## Geschichte

### Ortsgeschichte
Die älteste bekannte schriftliche Erwähnung von Gombeth erfolgte unter dem Namen Guntbotere marca im Jahr 807, als ein gewisser Brunicho, Mitglied eines Geschlechts reicher, vor allem im Wormsgau, Speyergau, Oberrheingau und Lobdengau, aber offensichtlich auch in Hessen begüterter Grundbesitzer, dem Kloster Lorsch 2 Mansen, 60 Joch und 1 Bifang von 200 Joch mit Hörigen in der Gombeth-Mark – in Guntbotere marca im Hessengau – sowie eine Manse in Singlis schenkte. In Dokumenten späterer Jahre erscheint der Ortsname in wechselnder Form: Gumbethde (1123), Gvmpette (1223), Gumpete (1265), Gvmpeht und Gumpetehe (1285), Gumpetthe und Gunpetthe (1290), Gvmpeth (1293), Gumphete (1295), Gunbette (1395), Gompette (1434), Gumpert (1540), Gumbeth (1575/85), Gumpaht (1597), und Gompett und Gumbehtt (1610).
Im 12., 13. und 14. Jahrhundert sind dann auch andere geistliche Institutionen und Adelsgeschlechter aus der Umgebung als Grundbesitzer oder Inhaber des Zehnts oder anderer Rechte in Gombeth bekundet, so zunächst die Klöster Hasungen (1123) und Weißenstein (1223, 1252, 1256, 1285), das St. Petri-Stift zu Fritzlar (1209, 1310, 1348), die Herren von Holzheim (1256, 1265, 1290), von Altenburg (1291), von Wolfershausen (1291), von Löwenstein-Schweinsberg (1292), von Bischoffshausen (1293), von Homberg (1294, 1295, 1297), von Goddenhausen (1316), von Dillich (1317) und von Falkenberg (1395). Spätestens ab 1285 tritt jedoch die Ballei Hessen des Deutschen Ordens auf Grund zahlreicher Schenkungen und Käufe in den Jahren 1285 bis 1319 als zunehmend dominierender Grundbesitzer am Ort auf. Im 14. Jahrhundert erwarben dann auch die Klöster Breitenau (1316), Spieskappel (1322, 1348, 1364) und Homberg (1351) Besitz in Gombeth. Die Gemarkung des wohl um die Mitte des 13. Jahrhunderts wüst gefallenen Orts Bergheim wurde bald darauf in die von Gombeth eingegliedert.
Im Jahre 1223 ist von einem Gutshof („villa“), 1285 von einer Kurie („curia“) die Rede. Die Größe des sich um diesen ersten Hof bildenden Dorfs ist erstmals 1537 fassbar, als 29 Häuser gezählt wurden, und gegen Ende des 16. Jahrhunderts gab es bereits 40 und mehr Hausgesesse. Der Dreißigjährige Krieg brachte dann aber Tod und Verwüstung. Nachdem 1631 Tillys Landsknechte, 1635 Kroatische Reiter und 1636 polnische Truppen durchgezogen waren, gab es 1639 nur noch 9 verheiratete und 4 verwitwete Hausgesesse im Dorf; 5 Pferde, 3 Kühe und 2 Ochsen waren noch vorhanden. Bis zur Mitte des 19. Jahrhunderts stieg die Einwohnerzahl des Dorfs dann wieder ständig an, dann aber setzte ein allmählicher Rückgang ein, verursacht durch berufsbedingte Abwanderung in Städte. Nach dem Ersten Weltkrieg begann ein erneutes Wachstum, als der Braunkohlenbergbau neue Arbeitsplätze schuf. In und nach dem Zweiten Weltkrieg kamen Ausgebombte und Heimatvertriebene hinzu, sodass das Dorf schließlich mehr als 1000 Bewohner hatte.

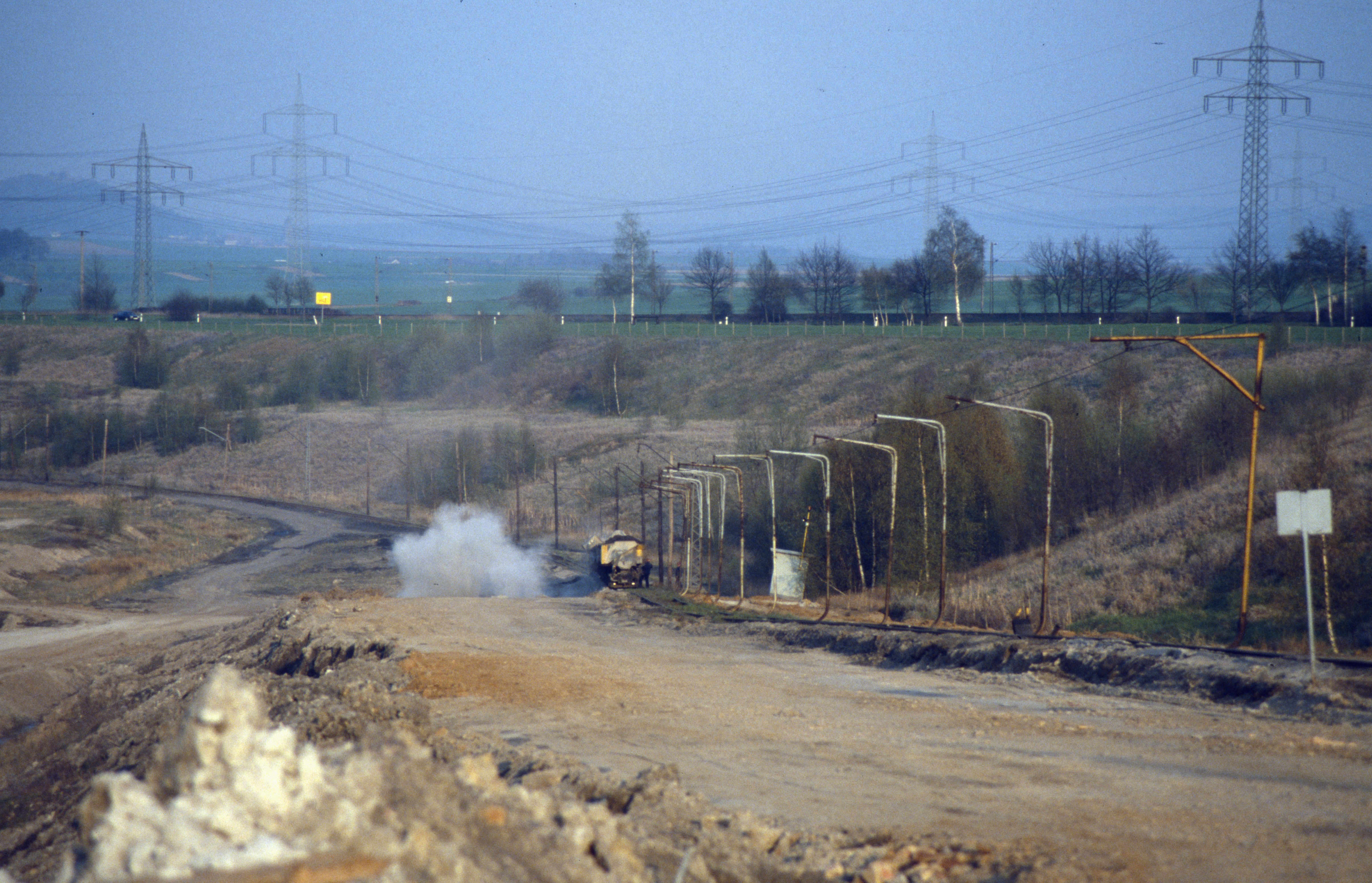
Schmalspurzug im Tagebau Gombeth, 1987

In der Folge des Grubenunglücks von Stolzenbach im Juni 1988 wurde die gesamte Kohleförderung im Borkener Braunkohlerevier eingestellt. Als letzte wurde die Tagebaugrube Gombeth noch bis zur Stilllegung des Großkraftwerks Main-Weser in Borken am 15. März 1991 weitergeführt. Einher mit dem Abbau von nahezu 2000 Arbeitsplätzen in Bergbaurevier und Kraftwerk ging dann auch ein erheblicher Rückgang der Wohnbevölkerung in Gombeth. Mitte 2018 wohnten 678 Menschen dauerhaft im Dorf.
Im Zuge der Gebietsreform in Hessen wurde die bis dahin selbständige Gemeinde Gombeth zum 1. Dezember 1971 mit sieben weiteren Gemeinden auf freiwilliger Basis in die Stadt Borken (Bezirk Kassel) eingegliedert. Für alle durch die Gebietsreform eingegliederten Stadtteile wurde Ortsbezirke mit Ortsbeirat und Ortsvorsteher eingerichtet.

### Bergbau
Nördlich des Dorfs, am Südhang des Hüttersbergs, war vom 14. bis gegen Ende des 18. Jahrhunderts ein kleines Eisenbergwerk in Betrieb. Das Erz wurde in der Schwalm gewaschen und ab dem 17. Jahrhundert dann zur Verhüttung nach Veckerhagen oder Holzhausen gebracht.
Im Jahre 1900 wurde von der Gewerkschaft Arnsbach an der Straße nach Borken ein Braunkohlebergwerk eröffnet, das aber 1909 wegen eines Wassereinbruchs geschlossen wurde. Die Förderung dieses Tiefbaubetriebes, der 1906 durch ein Gleis an den Bahnhof Borken angeschlossen wurde und zeitweise etwa 120 Beschäftigte hatte, betrug insgesamt ca. 80.000 t.

Der Gombether See 2008; im Hintergrund Reste des ehemaligen Kraftwerks Borken und die Schwalmpforte

Der Staat Preußen übernahm 1921 die 1919 von den Deutschen Kalisyndikat übernommenen Abbaurechte im Borkener Braunkohlerevier gründete die Gewerkschaft Großkraftwerk Main-Weser AG, die 1922 mit dem Bau des Kraftwerks Borken begann und dann im Oktober 1927 in der PreussenElektra aufging. Das Dorf Gombeth wurde von der damit beginnenden zweiten Borkener Braunkohlenbergbauperiode erst verhältnismäßig spät, dann aber sehr heftig betroffen. Zwar wurden zahlreiche Arbeitsplätze im Bergbau und im Kraftwerk geschaffen, aber für die Tagebaubetriebe „Altenburg II“ (betrieben 1942–1964), „Altenburg III“ (1946–1955), „Singlis“ (1961–1972) und „Gombeth“ (1970–1986), die Abraumdeponie „Dosenberg“ und die Tiefbaugruben „Altenburg II“ (1947–1971) und „Schwalm“ (1956–1964) musste die Gemeinde weite Teile ihrer 569 ha großen Gemarkung verfügbar machen. Mehrere größere landwirtschaftliche Betriebe wurden deshalb von der Preussen-Elektra umgesiedelt.
Nach dem Betriebsende wurde die Grube Altenburg II landwirtschaftlich rekultiviert, die Grube Altenburg III wurde teilweise rekultiviert, teilweise bebaut und teilweise in die Grube Gombeth einbezogen, und die Grube Singlis wurde geflutet (Singliser See). Die Grube Gombeth wurde teilweise mit Abraum gefüllt und wird seitdem ebenfalls geflutet (Gombether See).

### Kirchengeschichte

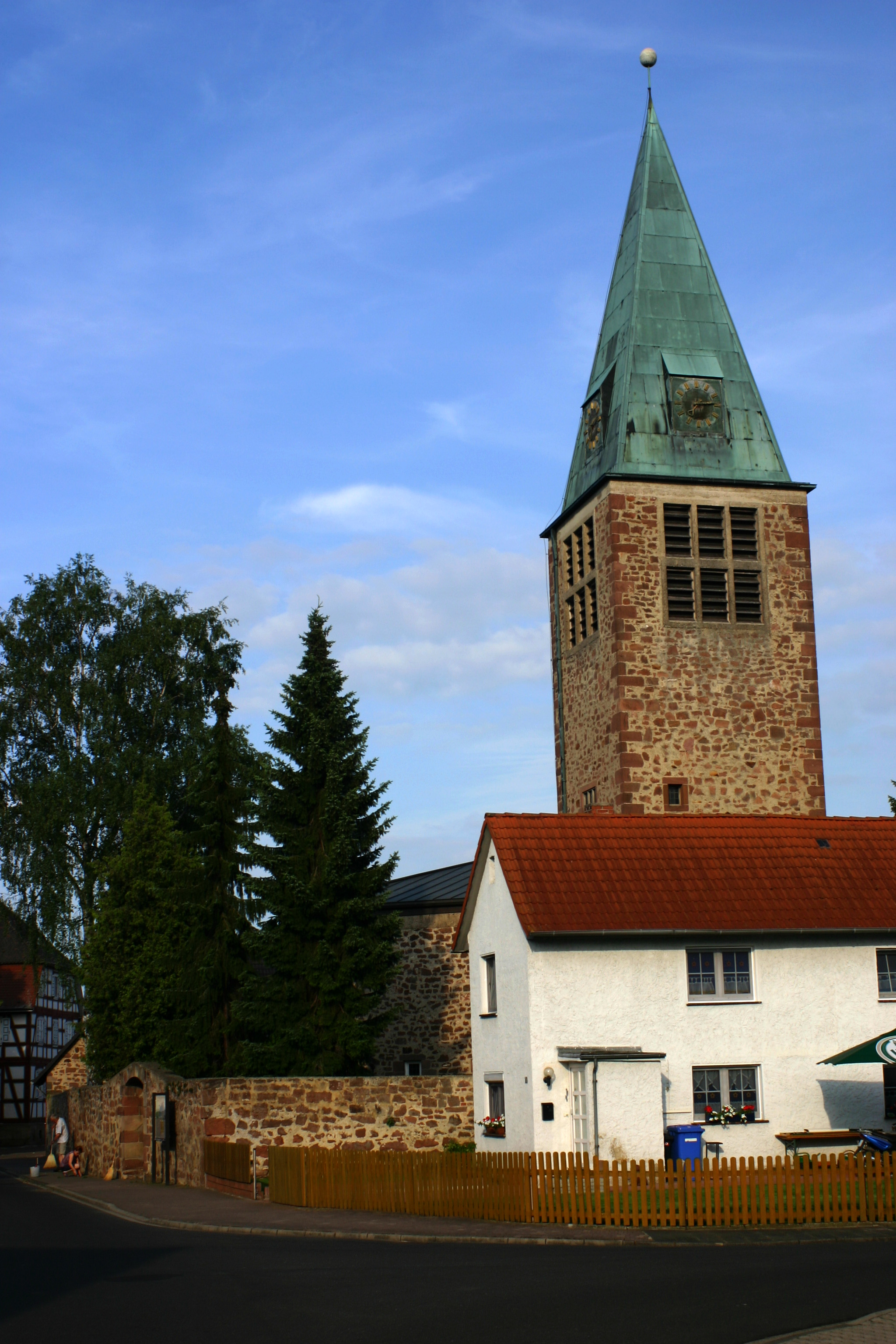
Ev. Kirche Gombeth

Im Jahre 1251 wird ein Prediger („ecclesiasticus“) erwähnt, 1345 ein Pleban. Zum Zeitpunkt der Einführung der Reformation in der Landgrafschaft Hessen 1527 war Gombeth noch eine selbständige Pfarrei; erster evangelischer Pfarrer war von 1527 bis 1551, als Gombeth nach Großenenglis eingepfarrt wurde, der bereits 1521 als Pleban genannte Johannes Dormann (auch Johannes Gumpette genannt). Das Kirchenpatronat war spätestens ab 1477 und mindestens bis 1606 Hersfelder Lehen der Herren von Falkenberg.
Der Chorraum der heutigen Dorfkirche stammt von einem von einem Dachreiter gekrönten Vorgängerbau aus Bruchstein und Fachwerk aus der Zeit um 1500, dessen andere Teile im Jahre 1959 abgerissen und durch einen 1962 eingeweihten Neubau ersetzt wurden. Dabei wurde auch der heutige Glockenturm errichtet, dessen älteste von vier Glocken aus dem Jahr 1502 stammt. Die bisher letzte umfassende Renovierung der Kirche erfolgte in den Jahren 1995–1997. Mit Wirkung vom 1. Januar 2014 wurden die zuvor selbständigen Kirchspiele Großenenglis-Gombeth und Singlis-Lendorf zur Evangelischen Kirchengemeinde Großenenglis-Singlis vereinigt.

## Bevölkerung
Einwohnerstruktur 2011
Nach den Erhebungen des Zensus 2011 lebten am Stichtag, dem 9. Mai 2011, in Gombeth 717 Einwohner. Darunter waren 18 (15,4 %) Ausländer. Nach dem Lebensalter waren 111 Einwohner unter 18 Jahren, 285 zwischen 18 und 49, 165 zwischen 50 und 64 und 153 Einwohner waren älter. Die Einwohner lebten in 312 Haushalten. Davon waren 81 Singlehaushalte, 90 Paare ohne Kinder und 99 Paare mit Kindern, sowie 30 Alleinerziehende und 12 Wohngemeinschaften. In 30 Haushalten lebten ausschließlich Senioren und in 12 Haushaltungen lebten keine Senioren.
Einwohnerentwicklung
Quelle: Historisches Ortslexikon
- 1537: 29 Häuser
- um 1570: 44 Hausgesesse
- 1575/85: 40 Hausgesesse
- 1639: 9 verheiratete, 4 verwitwete Hausgesesse
- 1724: 101 Personen
- 1747: 51 Haushalte
- 1783: 331 Einwohner.

| Gombeth: Einwohnerzahlen von 1783 bis 2020 | Gombeth: Einwohnerzahlen von 1783 bis 2020 | Gombeth: Einwohnerzahlen von 1783 bis 2020 | Gombeth: Einwohnerzahlen von 1783 bis 2020 | Gombeth: Einwohnerzahlen von 1783 bis 2020 |
| --- | ------------------------------------------ | ------------------------------------------ | ------------------------------------------ | ------------------------------------------ |
| Jahr |                                            |                                            |                                            | Einwohner                                  |
| 1783 | 1783                                       |                                            | 331                                        | 331                                        |
| 1800 | 1800                                       |                                            | ?                                          | ?                                          |
| 1834 | 1834                                       |                                            | 607                                        | 607                                        |
| 1840 | 1840                                       |                                            | 603                                        | 603                                        |
| 1846 | 1846                                       |                                            | 580                                        | 580                                        |
| 1852 | 1852                                       |                                            | 564                                        | 564                                        |
| 1858 | 1858                                       |                                            | 576                                        | 576                                        |
| 1864 | 1864                                       |                                            | 571                                        | 571                                        |
| 1871 | 1871                                       |                                            | 538                                        | 538                                        |
| 1875 | 1875                                       |                                            | 501                                        | 501                                        |
| 1885 | 1885                                       |                                            | 524                                        | 524                                        |
| 1895 | 1895                                       |                                            | 466                                        | 466                                        |
| 1905 | 1905                                       |                                            | 493                                        | 493                                        |
| 1910 | 1910                                       |                                            | 449                                        | 449                                        |
| 1925 | 1925                                       |                                            | 536                                        | 536                                        |
| 1939 | 1939                                       |                                            | 585                                        | 585                                        |
| 1946 | 1946                                       |                                            | 877                                        | 877                                        |
| 1950 | 1950                                       |                                            | 988                                        | 988                                        |
| 1956 | 1956                                       |                                            | 976                                        | 976                                        |
| 1961 | 1961                                       |                                            | 955                                        | 955                                        |
| 1967 | 1967                                       |                                            | 1.090                                      | 1.090                                      |
| 1970 | 1970                                       |                                            | 1.013                                      | 1.013                                      |
| 1980 | 1980                                       |                                            | ?                                          | ?                                          |
| 1990 | 1990                                       |                                            | ?                                          | ?                                          |
| 2000 | 2000                                       |                                            | ?                                          | ?                                          |
| 2011 | 2011                                       |                                            | 717                                        | 717                                        |
| 2020 | 2020                                       |                                            | 664                                        | 664                                        |
| Datenquelle: Historisches Gemeindeverzeichnis für Hessen: Die Bevölkerung der Gemeinden 1834 bis 1967. Wiesbaden: Hessisches Statistisches Landesamt, 1968. Weitere Quellen: ; Stadt Borken; Zensus 2011 |                                            |                                            |                                            |                                            |

Historische Religionszugehörigkeit
| • 1885: | 520 evangelische (= 99,24 %), vier katholische (= 0,76 %), 13 jüdische (= 2,11 %) Einwohner |
| • 1961: | 789 evangelische (= 82,62 %), 145 katholische (= 15,18 %) Einwohner                         |

## Politik
Für Gombeth besteht ein Ortsbezirk (Gebiete der ehemaligen Gemeinde Gombeth) mit Ortsbeirat und Ortsvorsteher nach der Hessischen Gemeindeordnung. Der Ortsbeirat besteht aus neun Mitgliedern.
Bei den Kommunalwahlen in Hessen 2021 betrug die Wahlbeteiligung zum Ortsbeirat Gombeth 60,07 %. Alle Kandidaten gehörten der „Gemeinschaftsliste Gombeth“ an. Der Ortsbeirat wählte Hans Jürgen Wichmann zum Ortsvorsteher.